# Bruno Carotenuto
Bruno Carotenuto (Roma, 8 maggio 1941) è un attore italiano.

## Biografia
Figlio del più celebre Memmo, inizia giovanissimo, verso la seconda metà degli anni cinquanta a lavorare nel mondo del cinema.
Negli anni prende parte a molte commedie. Ha usato lo pseudonimo Carol Brown (cosa che ha creato confusione con l'attrice Carla Calò, accreditata in alcuni film come Carrol Brown e Caroll Brown).
Da segnalare la sua partecipazione a Mattino di primavera del 1957, nel quale recita da protagonista, la sua partecipazione in Estate violenta di Valerio Zurlini e La legge di Jules Dassin, entrambi realizzati nel 1959, e quella in Gioventù di notte di Mario Sequi.

## Filmografia
- Solo Dio mi fermerà, regia di Renato Polselli (1956)
- Mattino di primavera, regia di Giacinto Solito (1957)
- Gambe d'oro, regia di Turi Vasile (1958)
- Mogli pericolose, regia di Luigi Comencini (1958)
- Gagliardi e pupe, regia di Roberto Bianchi Montero (1958)
- La sceriffa, regia di Roberto Bianchi Montero (1959)
- Estate violenta, regia di Valerio Zurlini (1959)
- La legge, regia di Jules Dassin (1959)
- Il principe fusto, regia di Maurizio Arena (1960)
- Gioventù di notte, regia di Mario Sequi (1961)
- Madame Sans-Gêne, regia di Christian-Jaque (1961)
- Quattro notti con Alba, regia di Luigi Filippo D'Amico (1962)
- Napoleone a Firenze, regia di Piero Pierotti (1963)
- Per un pugno di dollari, regia di Sergio Leone (1964)
- Sindbad contro i sette saraceni, regia di Emimmo Salvi (1964)